# 2 Baddies
2 Baddies – czwarty album studyjny NCT 127 – podgrupy południowokoreańskiego boysbandu NCT. Wydany 16 września 2022 roku przez wytwórnię SM Entertainment. Płytę promował singel „2 Baddies”.
Repackage albumu, zatytułowany Ay-Yo, ukazał się 30 stycznia 2023 roku. Zawierał trzy nowe utwory, w tym główny singel „Ay-Yo”.

## Lista utworów

### 2 Baddies
| CD  | CD                              | CD                                      | CD | CD                                                | CD      |
| Nr  | Tytuł utworu                    | Tekst                                   | Kompozycja | Aranżacja                                         | Długość |
| --- | ------------------------------- | --------------------------------------- | --- | ------------------------------------------------- | ------- |
| 1.  | „Faster”                        | Lee Song (VERY GOODS), Sahara (Joombas) | Mich Hansen, Rasmus Hedegaard, Balance                                                                             | Cutfather, Hedegaard                              | 2:50    |
| 2.  | „2 Baddies” (kor. 질주)         | Sokodomo, Haeil, Xinsayne               | Aron Bergerwall, Louise Lindberg, Tony Ferrari, Parker James, Cazzi Opeia (Sunshine), Ellen Berg (Sunshine)        | Aron Wyme, IMLAY                                  | 3:49    |
| 3.  | „Time Lapse”                    | Jeong Ha-ri (Joombas), Taeyong, Mark    | Dem Jointz, Young Chance                                                                                           | Dem Jointz                                        | 3:34    |
| 4.  | „Crash Landing” (kor. 불시착)   | Kenzie                                  | Kenzie, IMLAY, Junny                                                                                               | Kenzie, IMLAY                                     | 3:24    |
| 5.  | „Designer”                      | Kim Jae-won, Taeyong, Mark              | Corron Cole, James Bunton, Aaron Aye, Dem Jointz, Ryan S. Jhun                                                     | No Past No Future, Ryan Jhun, Dem Jointz          | 3:56    |
| 6.  | „Gold Dust” (kor. 윤슬)         | Lee Chae-young                          | Mozella, Nick Bradley, Stuart Crichton, Paul Blanco                                                                | Stuart Crichton, Paul Blanco                      | 4:08    |
| 7.  | „Black Clouds” (kor. 흑백 영화) | Oh Hyun-seon (Lalala Studio)            | Rokman (The Hello Group), Lauren Dyson (The Hello Group), Sean Fischer (Honua)                                     | Rokman, Sean Fischer                              | 3:38    |
| 8.  | „Playback”                      | Lee Chang-hyuk                          | Oneye, Andreas Öberg, Johan Gustafsson                                                                             | Oneye, Johan Gustafsson                           | 3:11    |
| 9.  | „Tasty”                         | Jo Yoon-kyung                           | Teodor Herrgårdh, Rebecca Sjöberg, Gustav Nilsson, Moa "Cazzi Opeia" Carlebecker (Sunshine), Ellen Berg (Sunshine) | Teodor Herrgårdh, Rebecca Sjöberg, Gustav Nilsson | 3:34    |
| 10. | „Vitamin”                       | Kim Ye-in                               | Jacob Attwooll, Jon Eyden, Eben                                                                                    | Jacob Attwooll                                    | 3:04    |
| 11. | „LOL (Laugh-Out-Loud)”          | Lee Hye-yoom                            | Fabian Torsson, Harry Sommerdahl, Albin Nordqvist                                                                  | Fabian Torsson, Harry Sommerdahl, Albin Nordqvist | 3:38    |
| 12. | „1, 2, 7 (Time Stops)”          | Park Seong-hee                          | Peter Wallevik (PhD), Daniel Davidsen (PhD), Iain James                                                            | PhD                                               | 3:36    |

### Ay-Yo
| CD  | CD                              | CD                                      | CD | CD                                                | CD      |
| Nr  | Tytuł utworu                    | Tekst                                   | Kompozycja | Aranżacja                                         | Długość |
| --- | ------------------------------- | --------------------------------------- | --- | ------------------------------------------------- | ------- |
| 1.  | „Ay-Yo”                         | Kenzie                                  | Kenzie, Dem Jointz, Tropkillaz, Adrian McKinnon, Calixte                                                           | Dem Jointz, Tropkillaz                            | 3:41    |
| 2.  | „Faster”                        | Lee Song (VERY GOODS), Sahara (Joombas) | Mich Hansen, Rasmus Hedegaard, Balance                                                                             | Cutfather, Hedegaard                              | 2:50    |
| 3.  | „2 Baddies” (kor. 질주)         | Sokodomo, Haeil, Xinsayne               | Aron Bergerwall, Louise Lindberg, Tony Ferrari, Parker James, Cazzi Opeia (Sunshine), Ellen Berg (Sunshine)        | Aron Wyme, IMLAY                                  | 3:49    |
| 4.  | „Time Lapse”                    | Jeong Ha-ri (Joombas), Taeyong, Mark    | Dem Jointz, Young Chance                                                                                           | Dem Jointz                                        | 3:34    |
| 5.  | „DJ”                            | Na Jung-ah (Joombas), Taeyong, Mark     | Simon Petrén, Andreas Öberg, Ninos Hanna, Rico Greene, Taeyong, Mark                                               | Simon Petrén                                      | 3:19    |
| 6.  | „Crash Landing” (kor. 불시착)   | Kenzie                                  | Kenzie, IMLAY, Junny                                                                                               | Kenzie, IMLAY                                     | 3:24    |
| 7.  | „Designer”                      | Kim Jae-won, Taeyong, Mark              | Corron Cole, James Bunton, Aaron Aye, Dem Jointz, Ryan S. Jhun                                                     | No Past No Future, Ryan Jhun, Dem Jointz          | 3:56    |
| 8.  | „Gold Dust” (kor. 윤슬)         | Lee Chae-young                          | Mozella, Nick Bradley, Stuart Crichton, Paul Blanco                                                                | Stuart Crichton, Paul Blanco                      | 4:08    |
| 9.  | „Black Clouds” (kor. 흑백 영화) | Oh Hyun-seon (Lalala Studio)            | Rokman (The Hello Group), Lauren Dyson (The Hello Group), Sean Fischer (Honua)                                     | Rokman, Sean Fischer                              | 3:38    |
| 10. | „Playback”                      | Lee Chang-hyuk                          | Oneye, Andreas Öberg, Johan Gustafsson                                                                             | Oneye, Johan Gustafsson                           | 3:11    |
| 11. | „Skyscraper” (kor. 마천루)      | Ellie Suh (Joombas), Taeyong, Mark      | Dem Jointz, Young Chance, Xydo, Taeyong, Mark                                                                      | Dem Jointz                                        | 3:56    |
| 12. | „Tasty”                         | Jo Yoon-kyung                           | Teodor Herrgårdh, Rebecca Sjöberg, Gustav Nilsson, Moa "Cazzi Opeia" Carlebecker (Sunshine), Ellen Berg (Sunshine) | Teodor Herrgårdh, Rebecca Sjöberg, Gustav Nilsson | 3:34    |
| 13. | „Vitamin”                       | Kim Ye-in                               | Jacob Attwooll, Jon Eyden, Eben                                                                                    | Jacob Attwooll                                    | 3:04    |
| 14. | „LOL (Laugh-Out-Loud)”          | Lee Hye-yoom                            | Fabian Torsson, Harry Sommerdahl, Albin Nordqvist                                                                  | Fabian Torsson, Harry Sommerdahl, Albin Nordqvist | 3:38    |
| 15. | „1, 2, 7 (Time Stops)”          | Park Seong-hee                          | Peter Wallevik (PhD), Daniel Davidsen (PhD), Iain James                                                            | PhD                                               | 3:36    |

## Notowania
| Lista                                       | Pozycja   | Pozycja |
| Lista                                       | 2 Baddies | Ay-Yo   |
| ------------------------------------------- | --------- | ------- |
| South Korean Albums (Circle)                | 2         | 1       |
| Australian Albums (ARIA)                    | 3         | –       |
| Belgian Albums (Ultratop Flanders)          | 58        | –       |
| Belgian Albums (Ultratop Wallonia)          | 39        | –       |
| Croatian International Albums (HDU)         | 1         | –       |
| French Albums (SNEP)                        | 127       | –       |
| German Albums (Offizielle Top 100)          | 75        | –       |
| Hungarian Albums (MAHASZ)                   | –         | 22      |
| Japanese Albums (Oricon)                    | 2         | 2       |
| Japanese Combined Albums (Oricon)           | 2         | 2       |
| Japanese Hot Albums (Billboard Japan)       | 2         | 2       |
| Portuguese Albums (AFP)                     | 2         | –       |
| Spanish Albums (PROMUSICAE)                 | 31        | –       |
| Swedish Physical Albums (Sverigetopplistan) | 17        | 17      |
| Swiss Albums (Schweizer Hitparade)          | 77        | –       |
| UK Album Downloads (OCC)                    | 76        | –       |
| US Billboard 200                            | 3         | –       |
| US Independent Albums (Billboard)           | 2         | –       |
| US Top Tastemaker Albums (Billboard)        | 11        | –       |
| World Albums (Billboard)                    | 1         | –       |

## Sprzedaż

### 2 Baddies
| Kraj             | Sprzedaż  |
| ---------------- | --------- |
| Korea Południowa | 1 979 926 |
| Japonia          | 137 414+  |
| USA              | 148 000   |

### Ay-Yo
| Kraj             | Sprzedaż   |
| ---------------- | ---------- |
| Korea Południowa | 1 207 411+ |
| Japonia          | 43 993+    |